# Fanfare St. Joseph (Meers)
Fanfare Sint Joseph is afkomstig uit het Maasdorp Meers.
Sint Joseph is opgericht in 1929. In de Superieure afdeling werden diverse landskampioenschappen behaald en in 1966 werd onder leiding van de dirigent Sef Pijpers beslag gelegd op de WMC-titel in die afdeling. In 1991 werd toegetreden tot de hoogste afdeling in de blaasmuziek, de Concertafdeling en met dirigent Alex Schillings werd op het mini-WMC in dat jaar het predicaat Zeer Goed behaald met 337 punten.
Onder de dirigent Fried Dobbelstein, werd Sint Joseph in 1996 en 2000 landskampioen in deze afdeling met de predicaten Zeer Goed (resp. 345 en 347 punten).
In 2005 werd deelgenomen aan het Wereld Muziek Concours waar de fanfare 91.9 punten scoorde. In 2010 ging de fanfare naar een bondsconcours waar een score van 92 punten werd behaald. De derde Nederlandse titel in de concertafdeling is hiermee een feit.
Door terugloop van leden is in 2015 gestaakt met het actief voeren van het fanfareorkest.